# Miguel Alvariño
Miguel Alvariño García, född 31 maj 1994, är en spansk bågskytt. Han deltog vid olympiska sommarspelen 2016.